# Condado de Wysokie Mazowieckie
Condado de Wysokie Mazowieckie (polaco: powiat wysokomazowiecki) é um powiat (condado) da Polónia, na voivodia de Podláquia. A sede do condado é a cidade de Wysokie Mazowieckie. Estende-se por uma área de 1288,49 km², com 60 063 habitantes, segundo os censos de 2005, com uma densidade 46,62 hab/km².

## Divisões admistrativas
O condado possui:
Comunas urbanas: Wysokie Mazowieckie
Comunas urbana-rurais: Ciechanowiec
Comunas rurais: Czyżew Osada, Klukowo, Kobylin Borzymy, Kulesze Kościelne, Nowe Piekuty, Sokoły, Szepietowo, Wysokie Mazowieckie
Cidades: Wysokie Mazowieckie, Ciechanowiec

## Demografia
População (dados de 30 de Junho de 2005):
|          | Total   | Total | Mulheres | Mulheres | Homens  | Homens |
| -------- | ------- | ----- | -------- | -------- | ------- | ------ |
|          | pessoas | %     | pessoas  | %        | pessoas | %      |
| Total    | 60 063  | 100   | 29 923   | 49,8     | 30 140  | 50,2   |
| Cidades  | 14 251  | 100   | 7397     | 51,9     | 6854    | 48,1   |
| Povoados | 45 812  | 100   | 22 526   | 49,2     | 23 286  | 50,8   |